# Яремовщина

Яремовщина (укр. Яремівщина) — село,
Песковский сельский совет,
Лохвицкий район,
Полтавская область,
Украина.
Код КОАТУУ — 5322684903. Население по переписи 2001 года составляло 262 человека.

## Географическое положение
Село Яремовщина находится недалеко от истоков реки Буйлов Яр.
По селу протекает пересыхающий ручей с запрудой.
Рядом проходит железная дорога, станция Платформа 9 км.

## История
- 1606 — дата основания.
- 2007 — изменён статус с посёлка на село.